# 青山台 (我孫子市)
青山台（あおやまだい）は、千葉県我孫子市の町丁。現行行政地名は青山台一丁目から青山台四丁目。郵便番号270-1175。

## 地理
北は南青山、青山、東は青山、南東は柴崎、南は柴崎台、西は柴崎に隣接している。

### 地価
住宅地の地価は、2017年（平成29年）の公示地価によれば、青山台2-18-15 の地点で9万5400円/m2となっている。

## 世帯数と人口
2017年（平成29年）4月1日現在の世帯数と人口は以下の通りである。
| 丁目         | 世帯数    | 人口    |
| ------------ | --------- | ------- |
| 青山台一丁目 | 166世帯   | 376人   |
| 青山台二丁目 | 430世帯   | 1,004人 |
| 青山台三丁目 | 336世帯   | 727人   |
| 青山台四丁目 | 462世帯   | 1,059人 |
| 計           | 1,394世帯 | 3,166人 |

## 小・中学校の学区
市立小・中学校に通う場合、学区は以下の通りとなる。
| 丁目         | 番地 | 小学校                     | 中学校                 |
| ------------ | ---- | -------------------------- | ---------------------- |
| 青山台一丁目 | 全域 | 我孫子市立我孫子第三小学校 | 我孫子市立我孫子中学校 |
| 青山台二丁目 | 全域 | 我孫子市立我孫子第三小学校 | 我孫子市立我孫子中学校 |
| 青山台三丁目 | 全域 | 我孫子市立我孫子第三小学校 | 我孫子市立我孫子中学校 |
| 青山台四丁目 | 全域 | 我孫子市立我孫子第三小学校 | 我孫子市立我孫子中学校 |

## 交通

### 鉄道
町内に鉄道駅は存在しない。